# Ardeuil-et-Montfauxelles
Ardeuil-et-Montfauxelles – miejscowość i gmina we Francji, w regionie Grand Est, w departamencie Ardeny.
Według danych na rok 1990 gminę zamieszkiwało 91 osób, a gęstość zaludnienia wynosiła 21 osób/km².